# Ukerewe (Distrikt)
Ukerewe ist ein Distrikt der Region Mwanza in Tansania mit dem Verwaltungszentrum in der Stadt Nansio. Der Distrikt liegt auf mehreren Inseln im Victoriasee, das nächste Festland ist die Region Mara im Osten, die Distrikte Magu und Ilemela liegen rund 30 Kilometer südlich.

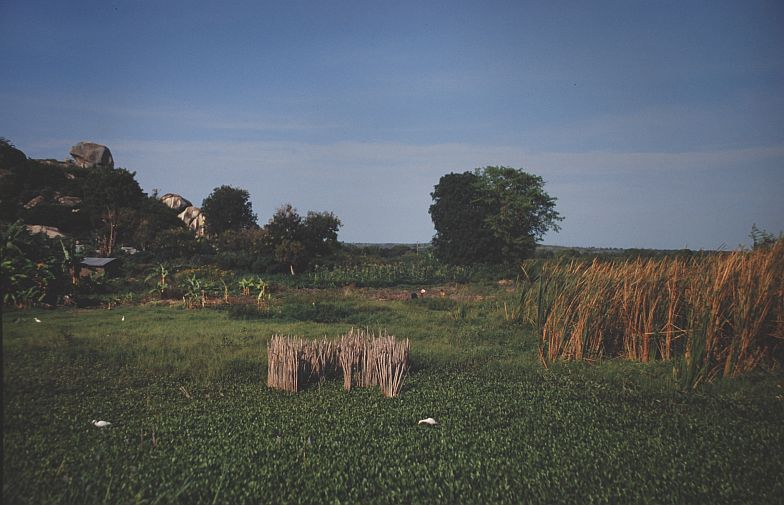
Landschaft an der Küste der Insel Ukerewe.

## Geographie
Der Distrikt hat eine Fläche von 6400 Quadratkilometer und 387.815 Einwohner (Volkszählung 2022). Von der Fläche entfallen 90 Prozent auf die Wasserfläche des Victoriasees, die 640 Quadratkilometer Landfläche sind auf 38 Inseln aufgeteilt, nur 15 davon sind dauerhaft besiedelt:
| Insel         | Fläche km² |
| ------------- | ---------- |
| Ukerewe       | 494        |
| Ukara         | 80         |
| Irugwa        | 13         |
| Bwiro/Busumba | 10         |
| Kamasi        | 5          |
| Sizu          | 4          |
| Kweru         | 4          |
| andere        | 30         |

Die Inseln sind größtenteils flach mit sanften Hügeln, sie liegen zwischen 1150 und 1667 Meter über dem Meer. Das Klima ist gemäßigt warm bei Temperaturen zwischen 21 und 28 Grad Celsius. Im östlichen Teil regnet es von Oktober bis Mai rund 900 Millimeter im Jahr, im Westen dauern die Niederschläge länger und sie sind ausgiebiger mit jährlich 1800 Millimeter.

## Verwaltungsgliederung
Der Distrikt ist in die vier Divisionen Mumbuga, Mumlambo, Ilangala und Ukara sowie in 25 Bezirke (Wards) gegliedert:
- Bukanda
- Bukiko
- Bukindo
- Bukongo
- Bukungu
- Bwiro
- Bwisya
- Igalla
- Ilangala
- Irugwa
- Kagera
- Kagunguli
- Kakerege
- Kakukuru
- Mukituntu
- Muriti
- Murutunguru
- Nakatunguru
- Namagondo
- Namilembe
- Nansio
- Nduruma
- Ngoma
- Nkilizya
- Nyamanga

| Die größten ethnischen Gruppen sind die Kerewe, Kara und die Jita. Die Einwohnerzahl stieg von 172.946 im Jahr 1988 auf 260.831 bei der Volkszählung 2002 und weiter auf 345.147 bei der Zählung im Jahr 2012. Damit lag das jährliche Wachstum knapp unter drei Prozent. Von den Über-Fünfjährigen sprachen im Jahr 2012 fast zwei Drittel Swahili, neun Prozent Swahili und Englisch, ein Viertel waren Analphabeten. Im Jahr 2022 lebten 387.815 Menschen in 76.285 Haushalten. Bevölkerungsentwicklung: \| Volkszählung \| Einwohner \| \| ------------ \| --------- \| \| 1988 \| 172.946 \| \| 2002 \| 260.831 \| \| 2012 \| 345.147 \| \| 2022 \| 387.815 \| | Hier fehlt eine Grafik, die leider im Moment aus technischen Gründen nicht angezeigt werden kann. Wir arbeiten daran! |
| Volkszählung | Einwohner |
| 1988 | 172.946 |
| 2002 | 260.831 |
| 2012 | 345.147 |
| 2022 | 387.815 |

- Bildung: Im Distrikt gibt es 125 Grundschulen und 25 weiterführende Schulen.[6]
- Gesundheit: Vier Gesundheitszentren und 28 Apotheken sorgen für die medizinische Versorgung der Bevölkerung.[6]
- Wasser: Im Jahr 2012 hatten 58 Prozent der Landbevölkerung und 70 Prozent der Stadtbevölkerung Zugang zu sauberem Wasser.[7]

| - Landwirtschaft: Über neunzig Prozent der Bevölkerung leben von der Landwirtschaft. Die wichtigsten Anbauprodukte sind Maniok, Kartoffel, Mais und Reis. Rund sechzig Prozent der Haushalte besitzen Haustiere, vor allem Hühner, Ziegen und Rinder. - Fischerei: Der zweitwichtigste Wirtschaftszweig ist die Fischerei. Im Jahr 2012 lebten etwa sieben Prozent vom Fischen, für viele Familien ist es auch eine zusätzliche Erwerbsquelle. - Straßen: Im Distrikt gibt es rund 300 Kilometer Straßen, wovon je ein Drittel Regionalstraßen, Distriktstraßen und Zubringerstraßen sind. Etwa 15 Prozent sind geschottert, der Rest sind Naturstraßen, die vor allem in der Regenzeit schwer passierbar sind. - Schifffahrt: Der Transport auf dem Victoriasee erfolgt mit Fähren und kleinen Booten. Die Hauptverbindung mit Fähren ist nach Mwanza, es gibt aber auch eine Fährverbindung nach Bunda in der Region Mara. | Hier fehlt eine Grafik, die leider im Moment aus technischen Gründen nicht angezeigt werden kann. Wir arbeiten daran! |

## Wirtschaft und Infrastruktur

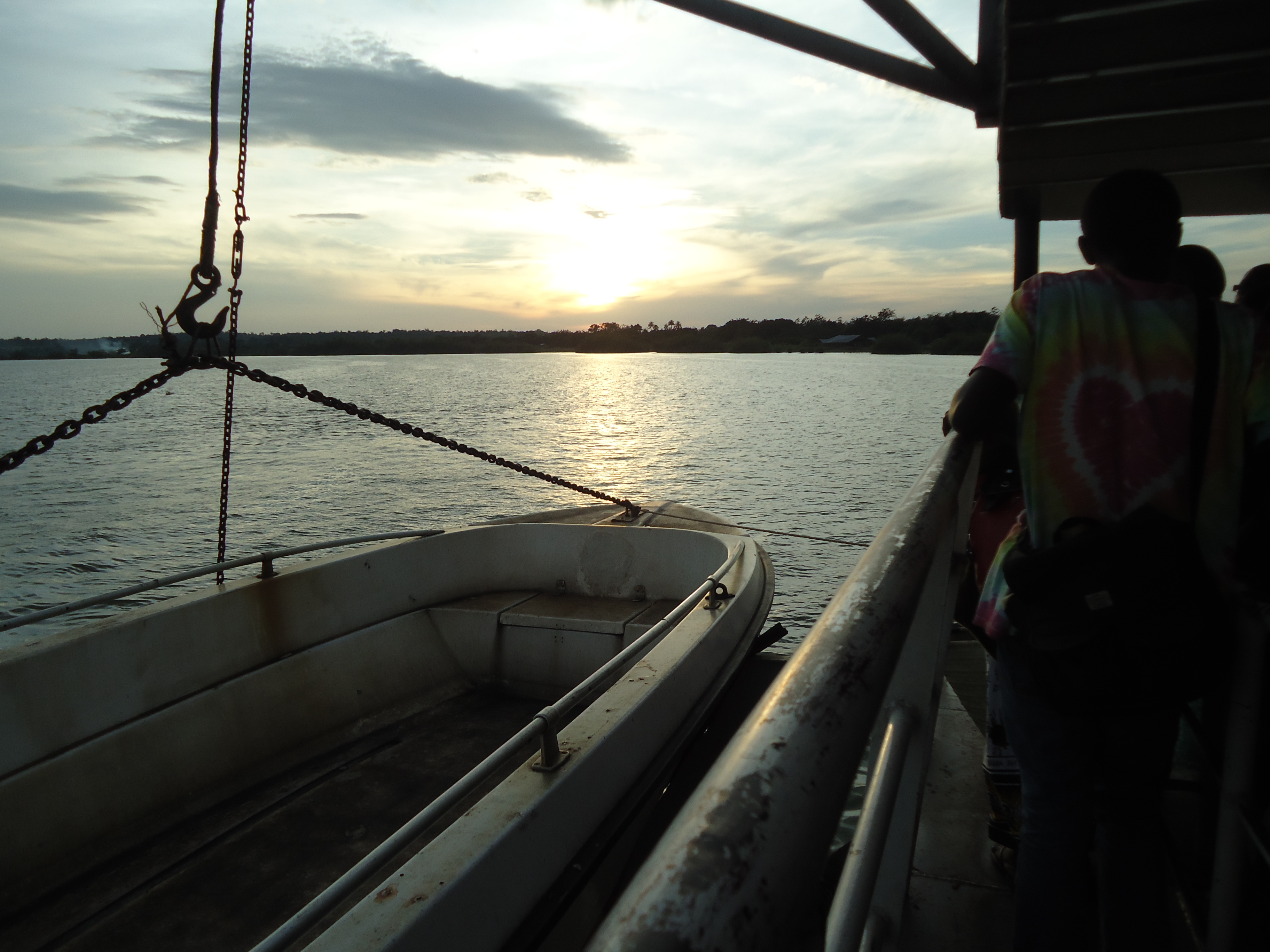
Fähre nach Ukerewe.

## Sehenswürdigkeiten
Im Distrikt gibt es schöne Strände am Victoriasee sowie alte Gebäude aus der Kolonialzeit wie Ikulu, den kleinen Palast des früheren Königs aus dem Jahr 1928, oder die alte Schule und die Apotheke von 1908.

## Sonstiges
In Ukerewe gibt es einen hohen Anteil an Menschen, die unter Albinismus leiden.